# Dassault Mirage F1
Dassault Mirage F1 một máy bay tấn công và tiêm kích ưu thế trên không một chỗ ngồi được chế tạo bởi hãng Dassault Aviation của Pháp. Hơn 700 chiếc F1 đã được chế tạo.

## Lịch sử

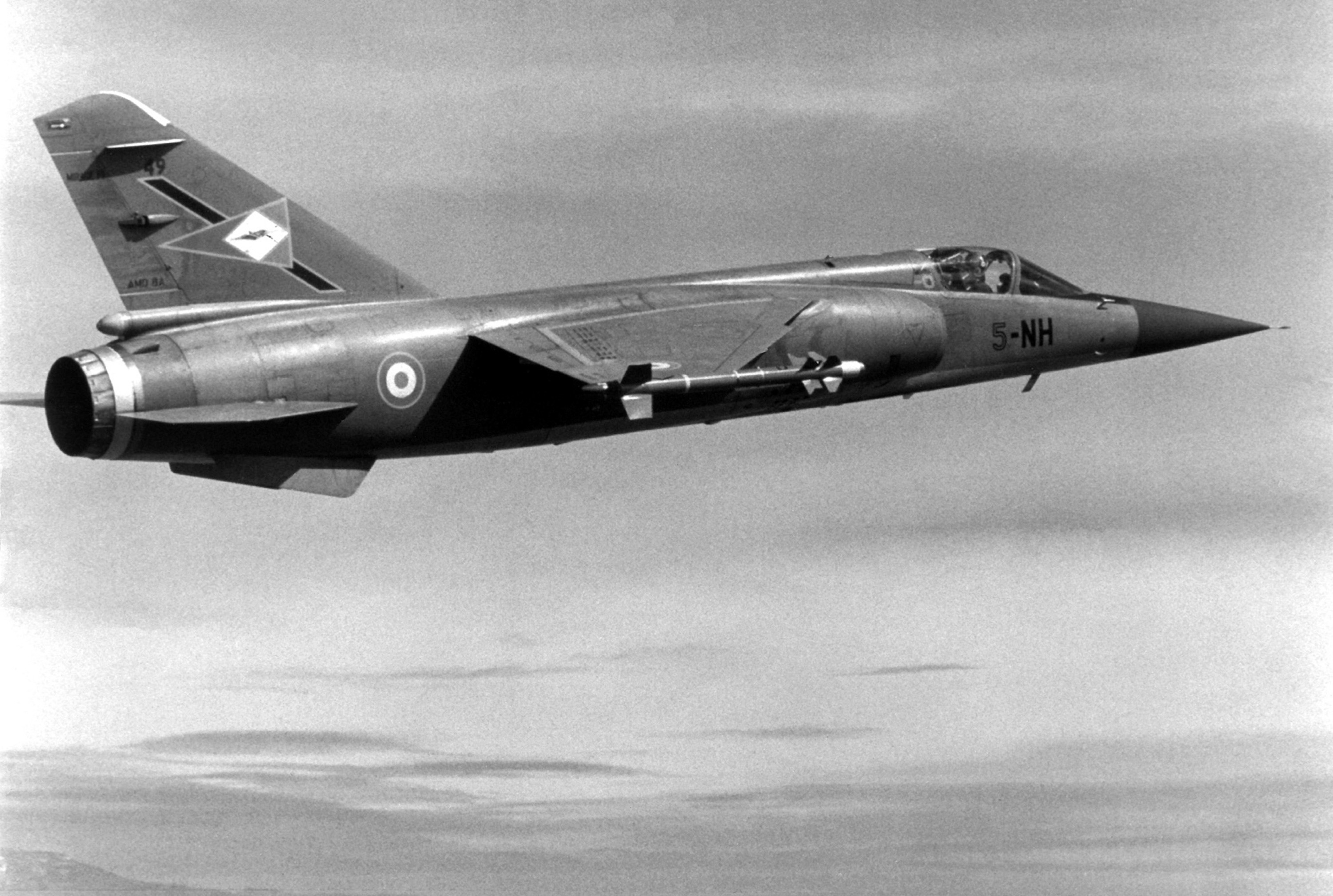
Mirage F1 của Không quân Pháp

Dassault thiết kế Mirage F1 như một người kế vị của mẫu máy bay tiêm kích Mirage III và Mirage 5. Không giống như các mẫu tiền nhiệm, nó có cánh xuôi được đặt cao trên thân, cũng như một thiết kế đuôi bề ngoài theo quy ước.
Nguyên mẫu đầu tiên, được phát triển do Dassault sử dụng ngân sách riêng của mình, thực hiện chuyến bay đầu tiên vào ngày 23 tháng 12 năm 1966.
Kiểu chính thức được Không quân Pháp chấp nhận vào tháng 5 năm 1967, tại cùng thời điểm nguyên mẫu thứ ba đã được đặt hàng chế tạo. Với lực đẩy lớn với động cơ phản lực SNECMA Atar 9K-50 sử dụng công nghệ đốt nhiên liệu lần hai, F1 dễ dàng đánh bại Mirage III.
Dù nó có một sải cánh nhỏ hơn so với Mirage III, F1 tuy vậy tỏ ra là một mẫu máy bay tiêm kích tốt hơn hẳn so với những mẫu máy bay đi trước. Nó có thể mang thêm tới 40% nhiên liệu, quãng đường cất cánh ngắn hơn, tầm hoạt động xa hơn và khả năng thao diễn tốt hơn.
Để đáp ứng những đơn đặt hàng của Không quân Pháp cho loại máy bay đánh chặn mọi thời tiết, sản phẩm đầu tiên mang tên Mirage F1C đã được trang bị radar đơn xung Thomson-CSF Cyrano IV. Phiên bản Cyrano IV-1 sau đó đã được thêm vào khả năng look-down giới hạn.
Mirage F1 bắt đầu hoạt động trong biên chế Không quân Pháp vào tháng 5 năm 1973 khi phiên bản sản xuất đầu tiên được chuyển giao. Lúc đầu, mỗi máy bay chỉ được vũ trang với hai khẩu pháo 30 mm ở bên trong thân, nhưng vào năm 1976 tên lửa không đối không tầm trung R530 đã được đưa vào sử dụng. Một năm sau đó, tên lửa R550 Magic cũng được đưa vào trang bị. Cùng thời gian này, tên lửa AIM-9 Sidewinder của Mỹ đã trở thành một phần trong trang bị của Mirage F1, sau khi Không quân Hy Lạp yêu cầu một tính tương thích giữa tên lửa Sidewinder đối với những chiếc tiêm kích Mirage F1CG của mình.
79 máy bay trong đợt sản xuất tiếp theo được chuyển giao trong thời gian từ tháng 3-1977 đến tháng 12-1973. Đây là phiên bản Mirage F1C-200 với một đầu tiếp nhiên liệu cố định do đó thân máy bay được mở rộng ra thêm 7 cm.
Mirage F1 hoạt động như một máy bay tiêm kích đánh chặn chính của Không quân Pháp cho đến khi Dassault Mirage 2000 bắt đầu đi vào hoạt động.

## Các phiên bản khác

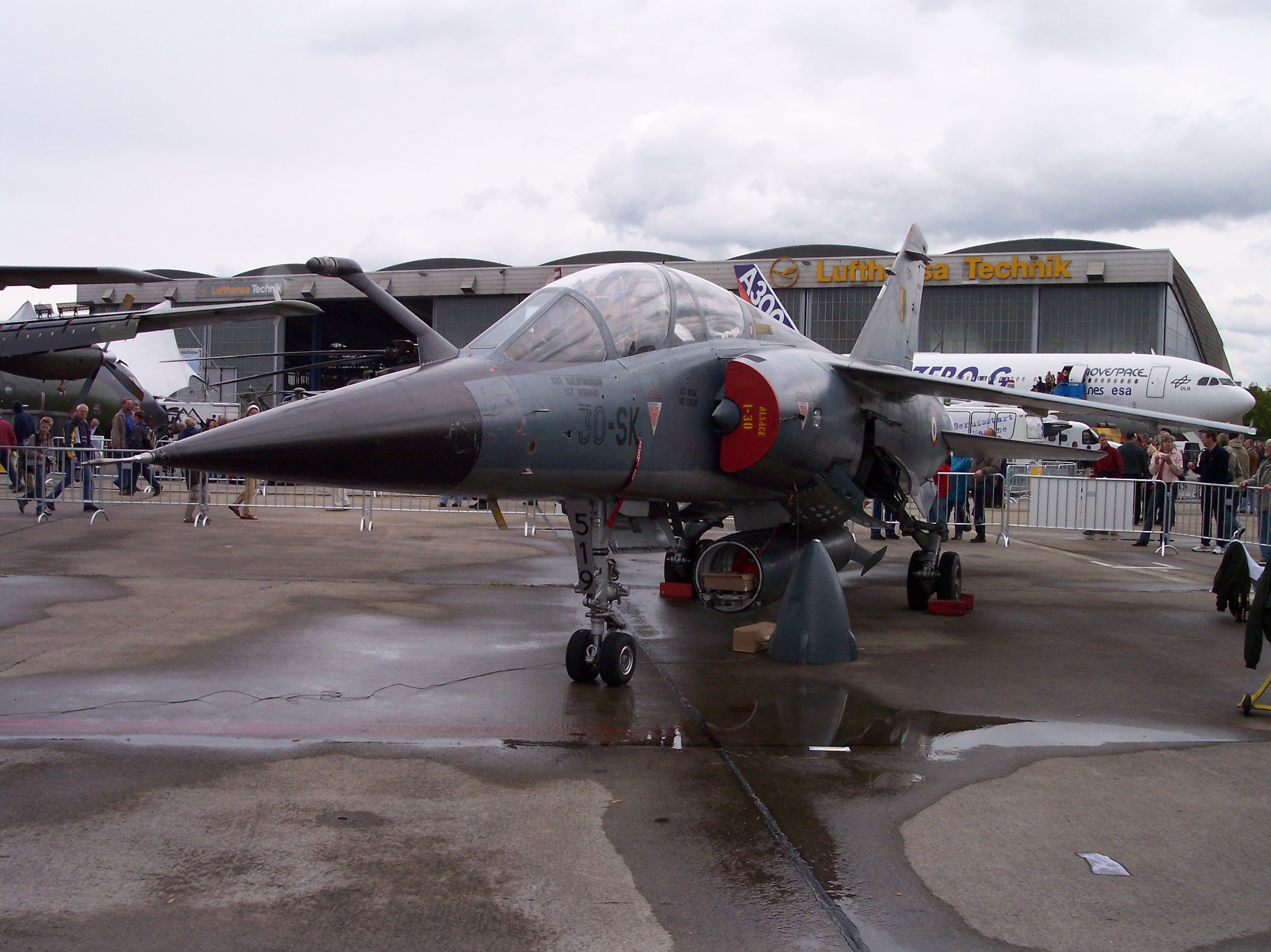
Dassault Mirage F1 tại Stahlkocher

### Mirage F-1A
Máy bay chiến đấu tấn công mặt đất một chỗ, với hệ thống đo xa laser, và khả năng tấn công không đối không hạn chế. Được phát triển bởi SAAF và Dassault.
- Mirage F-1AD: Phiên bản xuất khẩu của Mirage F-1A cho Libya, 16 chiếc.
- Mirage F-1AZ: Phiên bản xuất khẩu của Mirage F-1A cho Nam Phi. 32 chiếc.

### Mirage F1B
Không quân Pháp cũng đặt hàng 20 chiếc Mirage F1B, một phiên bản huấn luyện hai chỗ, dùng để huấn luyện chuyển đổi hoạt động cho phi công; chúng được chuyển giao từ tháng 10 năm 1980 đến tháng 3 năm 1983. Ghế thứ hai và hệ thống điều khiển được thêm vào khiến thân máy bay phải làm dài thêm 30 cm, nhưng khả năng mang nhiên liệu bên bên trong ít hơn và bỏ đi hai khẩu pháo gắn trong thân.
Trọng lượng rỗng tăng thêm 200 kg, phần nào đó là do thêm vào hai ghế phóng Martin-Baker Mk 10, thay cho ghế Mk4 được sử dụng trên F1C chỉ có tốc độ hạn chế.
Trong mọi khía cạnh khác thì F1B là một máy bay có khả năng chiến đấu và nó có thể bù những thiếu sót bằng thùng nhiên liệu và pháo gắn ngoài.
- Mirage F-1BE: Phiên bản xuất khẩu của Mirage F-1B cho Tây Ban Nha. 6 chiếc.
- Mirage F-1BJ: Phiên bản xuất khẩu của Mirage F-1B cho Jordan. 2 chiếc.
- Mirage F-1BK: Phiên bản xuất khẩu của Mirage F-1B cho Kuwait. 2 chiếc.
- Mirage F-1BK-2: 4 chiếc được bán cho Kuwait như một phần của đơn đạt hàng tiếp theo.
- Mirage F-1BQ: Phiên bản xuất khẩu của Mirage F-1B cho Iraq.

### Mirage F-1C

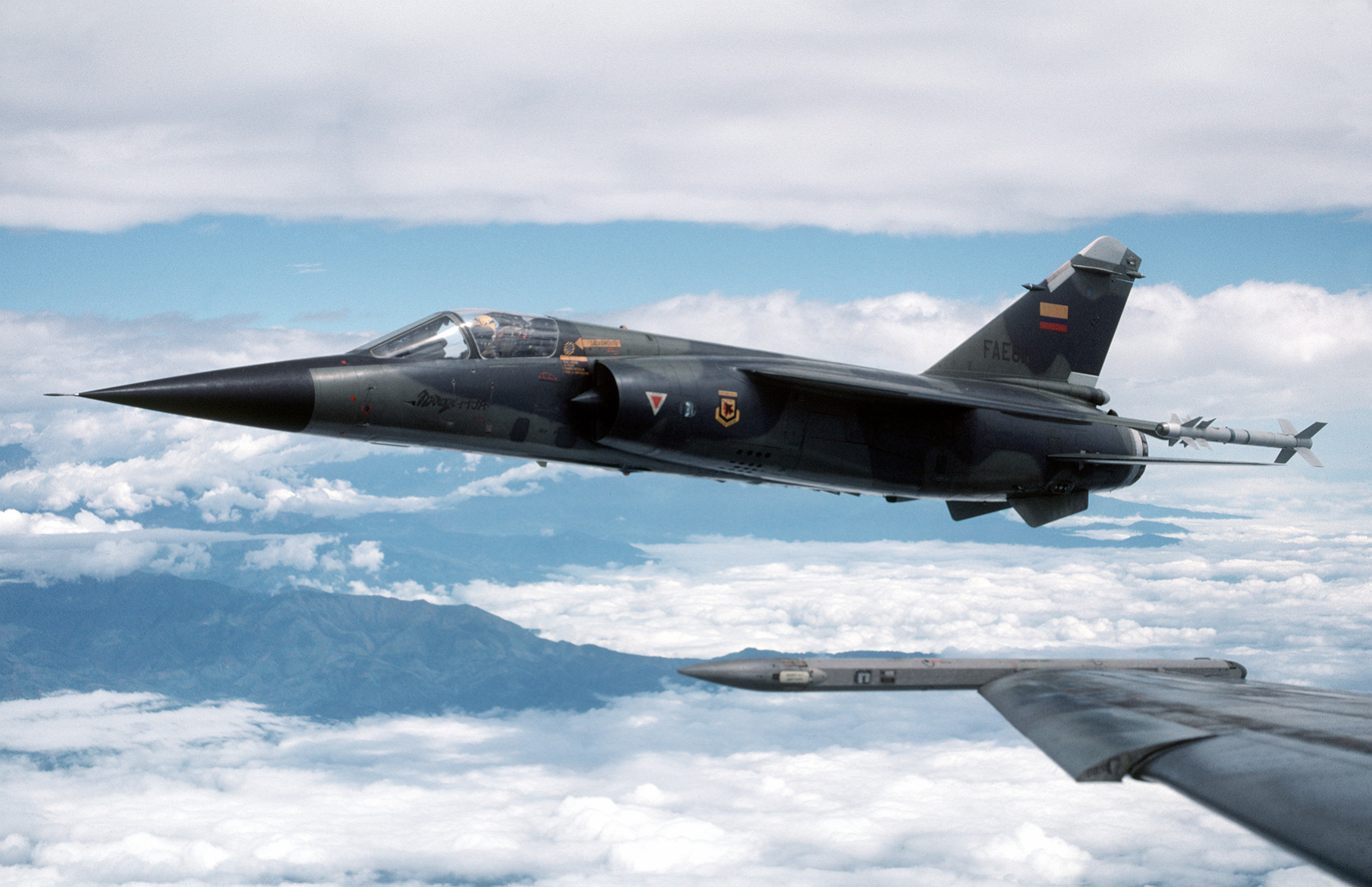
Mirage F-1

Phiên bản tiêm kích đánh chặn mọi thời tiết.
- Mirage F-1CE: Phiên bản xuất khẩu của Mirage F-1C cho Tây Ban Nha. 45 chiếc.
- Mirage F-1CG: Phiên bản xuất khẩu của Mirage F-1C cho Hy Lạp. 40 chiếc.
- Mirage F-1CH: Phiên bản xuất khẩu của Mirage F-1C cho Maroc. 30 chiếc.
- Mirage F-1CJ: Phiên bản xuất khẩu của Mirage F-1C cho Jordan. 17 chiếc.
- Mirage F-1CK: Phiên bản xuất khẩu của Mirage F-1C cho Kuwait. 18 chiếc.
- Mirage F-1CK-2: 9 chiếc F-1C được bán cho Kuwait như một phần của đơn đặt hàng tiếp theo.
- Mirage F-1CZ: Phiên bản xuất khẩu của Mirage F-1C cho Nam Phi. 16 chiếc.

### Mirage F-1D
Phiên bản huấn luyện hai chỗ dựa trên máy bay tiêm kích đa vai trò, cường kích Mirage F-1E.
- Mirage F-1JE: Phiên bản xuất khẩu của Mirage F-1D cho Ecuador. 2 chiếc.
- Mirage F-1DD: Phiên bản xuất khẩu của Mirage F-1D cho Libya. 6 chiếc.
- Mirage F-1DDA: Phiên bản xuất khẩu của Mirage F-1D cho Qatar. 2 chiếc.

### Mirage F-1E

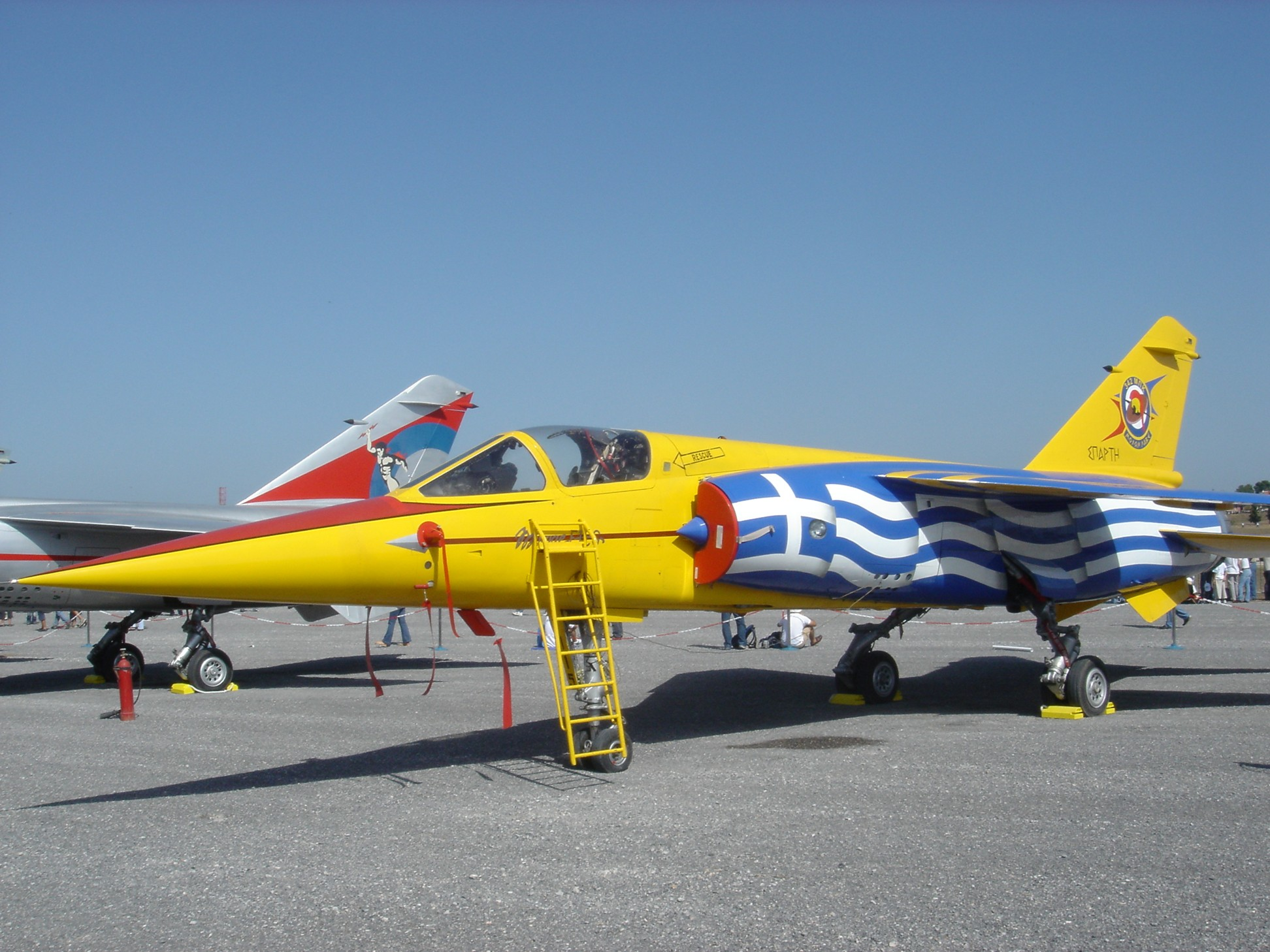
Mirage F-1CG của Hy Lạp với lớp sơn đặc biệt

Máy bay cường kích và chiến đấu đa chức năng mọi thời tiết một chỗ.
- Mirage F-1JA: Phiên bản xuất khẩu của Mirage F-1E cho Ecuador. 16 chiếc.
- Mirage F-1ED: Phiên bản xuất khẩu của Mirage F-1E cho Libya. 14 chiếc.
- Mirage F-1EE: Phiên bản xuất khẩu của Mirage F-1E cho Tây Ban Nha. 22 chiếc.
- Mirage F-1EH: Phiên bản xuất khẩu của Mirage F-1E cho Maroc. 14 chiếc.
- Mirage F-1EH-200: Máy bay của Morocco trang bị cần tiếp nhiên liệu khi bay. 6 chiếc.
- Mirage F-1EJ: Phiên bản xuất khẩu của Mirage F-1E cho Jordan. 17 chiếc.
- Mirage F-1EQ: Phiên bản xuất khẩu của Mirage F-1E cho Iraq. 16 chiếc.
- Mirage F-1EQ-2: Phiên bản tiêm kích phòng không một chỗ cho Iraq. 16 chiếc.
- Mirage F-1EQ-4: Phiên bản tiêm kích đa vai trò, tấn công mặt đất, trinh sát một chỗ cho Iraq. 28 chiếc.
- Mirage F-1EQ-5: Phiên bản chống tàu một chỗ cho Iraq. 20 chiếc.
- Mirage F-1EQ-6: Phiên bản chống tàu một chỗ cho Iraq. Chế tạo với số lượng nhỏ.
- Mirage F-1EDA: Phiên bản xuất khẩu của Mirage F-1E cho Qatar. 12 chiếc.

### Mirage F1CR
Khi Mirage F1 đã chắc chắn trở thành một sản phẩm máy bay thành công, Dassault bắt đầu nghiên cứu khả năng chế tạo phiên bản trinh sát chuyên dụng khách hàng quan trọng nhâtts là Không quân Pháp. Tuy nhiên, do giá thành tăng cao của máy bay chiến đấu có nghĩa rằng những thiết bị phụ kiện tăng cường cho mục đích này là một giải pháp kinh tế hơn.
Nhiều máy bay của Không quân Pháp cũng như một số khách hàng của Mirage F1 (chẳng hạn như Mirage F1EQ của Iraq), có nhiều lựa chọn thiết bị trinh sát sẵn có để lắp trên máy bay, chủ yếu chúng được ở bên dưới thân máy bay. Tuy nhiên, việc phát triển máy bay trinh sát chiến thuật cho Không quân Pháp vẫn tiếp tục diễn ra, và nguyên mẫu đầu tiên Mirage F1CR-200 đã bay vào ngày 20 tháng 11-1981.
Mirage F1CR có thể mang nhiều thiết bị trinh sát khác nhau cả ở bên trong lẫn bên ngoài máy bay:
- Một bộ quét hồng ngoại SAT SCM2400 Super Cyclone được lắp trong phần không gian trước đó được dùng để đặt khẩu pháo.
- Một khoảng không gian dưới mũi có thể được dùng cho một camera bao quát Thomson-TRT 40 hoặc camera thẳng đứng Thomson-TRT 33.
- Radar Cyrano IVM-R có các modul thêm vào cho công việc vẽ bản đồ tình trạng và bản đồ mặt đất.
- Những cảm biến quang học và điện tử bổ sung có thể được mang ở các giá troe dưới thân và cánh.

Tổng cộng có 64 chiếc Mirage F1CR được Không quân Pháp đặt hàng. Đơn vị đầu tiên sử dụng loại máy bay này bắt đầu hoạt động vào tháng 7-1983.

### Mirage F1CT
Mirage F1CT là phiên bản tấn công mặt đất chiến thuật của Mirage F1C-200. Hai nguyên mẫu đầu tiên là những chiếc Mirage F1C-200 chuyển đổi. Chuyến bay đầu tiên thực hiện vào ngày 3 tháng 5-1991. Khoảng 55 chiếc đã được sản xuất cho đến năm 1995.
Chương trình Mirage F1CT đã mang hệ thống điện tử hàng không của F1C lên thành tiêu chuẩn của F1CR:
- Radar Cyrano IV được thay thế bởi Cyrano IVM-R.
- Hệ thống dẫn đường/tấn công được nâng cấp và bao gồm một thiết bị đo xa bằng laser.
- Ghế phóng Mk 10 được thêm vào.
- Radar dò tìm và các thiết bị cảnh báo được cải tiến, trang bị kim loại gây nhiễu/pháo sáng, và những máy radio an toàn cải tiến cũng được thêm vào.
- Hệ danh sách những vũ khí mới được bổ sung.

### Mirage F1AZ và Mirage F1CZ
Không quân Nam Phi (SAAF) đã sử dụng cả phiên bản tấn công mặt đất Mirage F1AZ cũng như phiên bản chiến đấu Mirage F1CZ trang bị radar. Atlas Aircraft Corporation, một hãng sản xuất máy bay của Nam Phi, đã có được giấy phép nhượng quyền chế tạo Mirage F1, mặc dù nó chưa bao giờ được biết đến nếu có từng được sản xuất cho các phi đội của SAAF.
Hai mẫu đầu tiên của đợt đặt hàng lần thứ nhất (48 máy bay, gồm 32 chiếc F1AZ và 16 chiếc F1CZ) đã được chuyển giao vào ngày 5 tháng 4-1975. Cả hai chiếc F1CZ được chở đến Nam Phi bí mật bằng một chiếc C-130 Hercules của SAAF. Trong tháng 7 cùng năm, tiếp tục những chiếc F1CZ đã được chuyển giao. Vào năm 1975, những chiếc F1CZ cũng đã xuất hiện trong một triển lãm hàng không tại Nam Phi, nhưng công chúng không được thông báo những máy bay đó đã hoạt động trong SAAF.
F1AZ được phát triển do Dassault và SAAF cùng bắt tay hợp tác, đây là phiên bản tấn công mặt đất chuyên dụng. F1AZ có một thiết bị đo khoảng cách bằng laser, cho phép các đạn dược không được dẫn đường trúng vào mục tiêu một cách vô cùng chính xác, mà trong đó có cả bom và tên lửa. Thiết kế quang học do hãng ARMSCOR, và công ty con Optics (sau này là ELOPTRO) của Nam Phi thực hiện. Mặc dù những máy bay này ngừng hoạt động vào năm 1997 nhưng thông tin chính xác mà các vũ khí trang bị F1AZ vẫn được coi là bảo mật đối với SAAF, nhưng các nhà phân tích quan sát của các cơ quan lại có nhiều tin tức từ nhiều nguồn (ví dụ như Jane's Defence Weekly) và các bản báo cáo của phi công (ví dụ như Commandant Dick Lord, 'Vlamgat', 1999) đã kết luận rằng phiên bản F1AZ sử dụng vũ khí có độ chính xác cao là những công nghệ đạn đạo không dẫn đường sử dụng trên F-15E Strike Eagle do USAF cung cấp. (Nguồn: Jane's 'F15', Electronic Arts, 1996; Jane's All the World's Aircraft, 2000)
Những chiếc F1AZ được chuyển giao từ tháng 11-1975 đến tháng 10-1976. Chúng được biên chế trong Phi đội 1, tại Căn cứ không quân Waterkloof. Việc mua bán này cũng được giữ bí mật tránh khỏi phần còn lại của thế giới — phi đội 1 không được phép để lộ những máy bay mới nay cho đến tháng 2 năm 1980. 

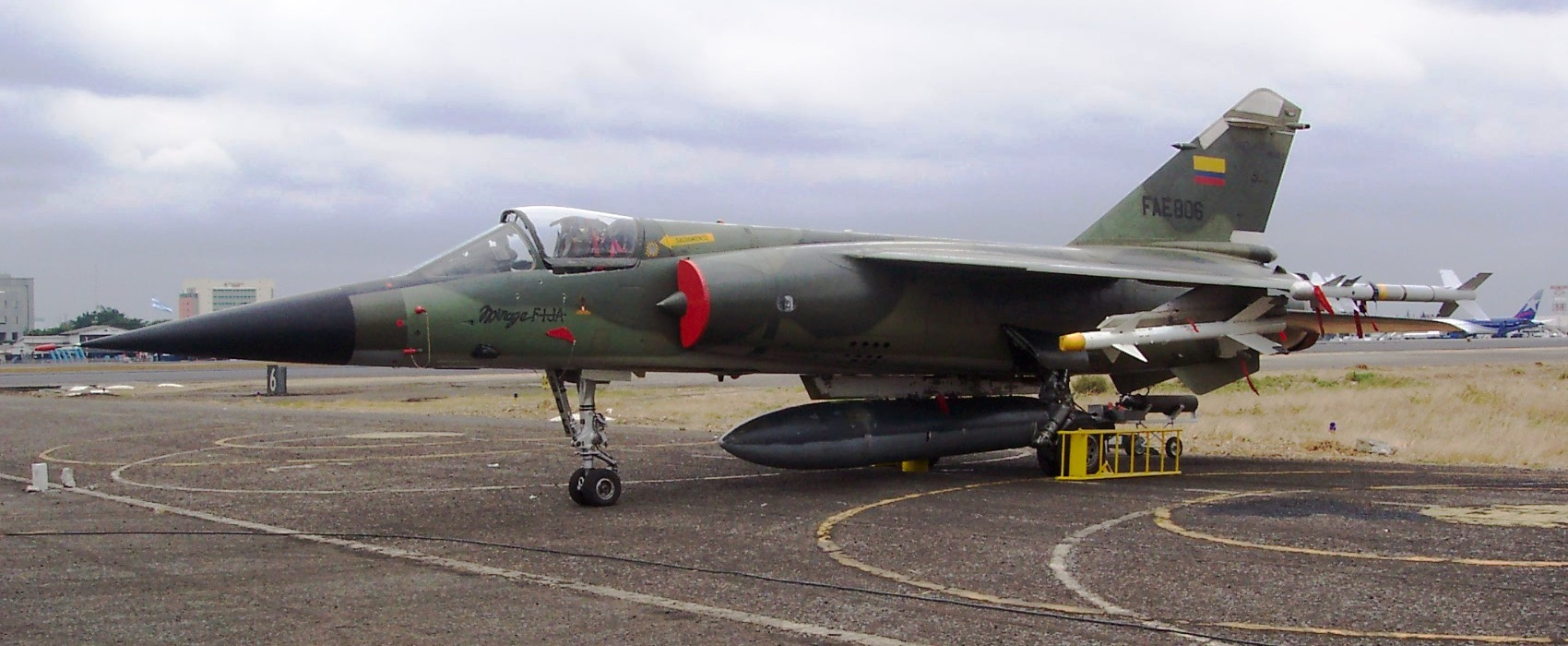
Mirage F1JA của Ecuado

Cả hai phiên bản đều tham gia hoạt động chiến đấu tại Angola, trong thời gian này hai chiếc MiG-21 của Angola đã bị bắn hạ bởi những chiếc F1CZ. Ít nhất một chiếc F1CZ đã bị bắn hạ bởi một tên lửa đất đối không của Angola. Một chiếc Mirage F1 của SAAF đã bị hư hại bởi một tên lửa không đối không R-60/AA-8 Aphid trong khi đang giao chiến trên không vào ngày 29 tháng 9 năm 1987 với một chiếc MiG-23 của Cuba và sau đó đã phải rút khỏi biên chế sau khi hạ cánh khẩn cấp do máy bay bị hư hại nghiêm trọng.
SAAF ngừng sử dụng những chiếc F1CZ vào năm 1992, sau đó là F1AZ vào năm 1997. Vào năm 1998, Đại học Stellenbosch đã nhận được một chiếc F1-CZ cho phòng công nghệ hàng không của trường.
Như một cuộc thí nghiệm, hãng Aerosud, một hãng hàng không liên quan của Nam Phi, đã trang bị cho một chiếc Mirage F1 một động cơ Klimov RD-33, loại động cơ này cũng được trang bị trên MiG-29. Sự phát triển này đã tạo ra "SuperMirage" F1, và để giữ sự phân biệt của máy bay phương Tây đầu tiên đã thực hiện một cuộc trình diễn tại Triển lãm hàng không MAKS tại Moskva.
Vào năm 2004, đã có trên 21 chiếc F1AZ được thông báo đang lưu trữ tại Căn cứ không quân Hoedspruit, để đợi khách hàng có năng lực mua chúng. Trong tháng 4 năm 2006 người ta thông báo những chiếc F1AZ này đã được Gabon mua và giá thành trong khaongr 40 triệu ZAR. Ngày 17 tháng 8-2006, hãng thông tấn của Pháp là Agence France-Presse (AFP) thông báo rằng co hai chiếc F1AZ cũ nâng cấp của Nam Phi đã tham gia một cuộc biểu diễn qua Libreville trước ngày lễ kỷ niệm độc lập của Gabon. Việc nâng cấp và tân trang máy bay do hãng Aerosud thực hiện. Tổng giám đốc của Aerosud Group là ông Paul Potgieter đã xác nhận công ty của mình có liên quan, nhưng từ chối cho biết những con số hay trích dẫn. Người ta cũng chỉ thông báo cùng thời gian Gabon chỉ mua 3 chiếc Mirage F1 từ Nam Phi.

## Lịch sử hoạt động
Vì thành công của Mirage F1 trong thị trường xuất khẩu, loại máy bay này đã tham gia chiến đấu trong một số lực lượng không quân ở những địa điểm khác nhau trên khắp thế giới.

### Maroc

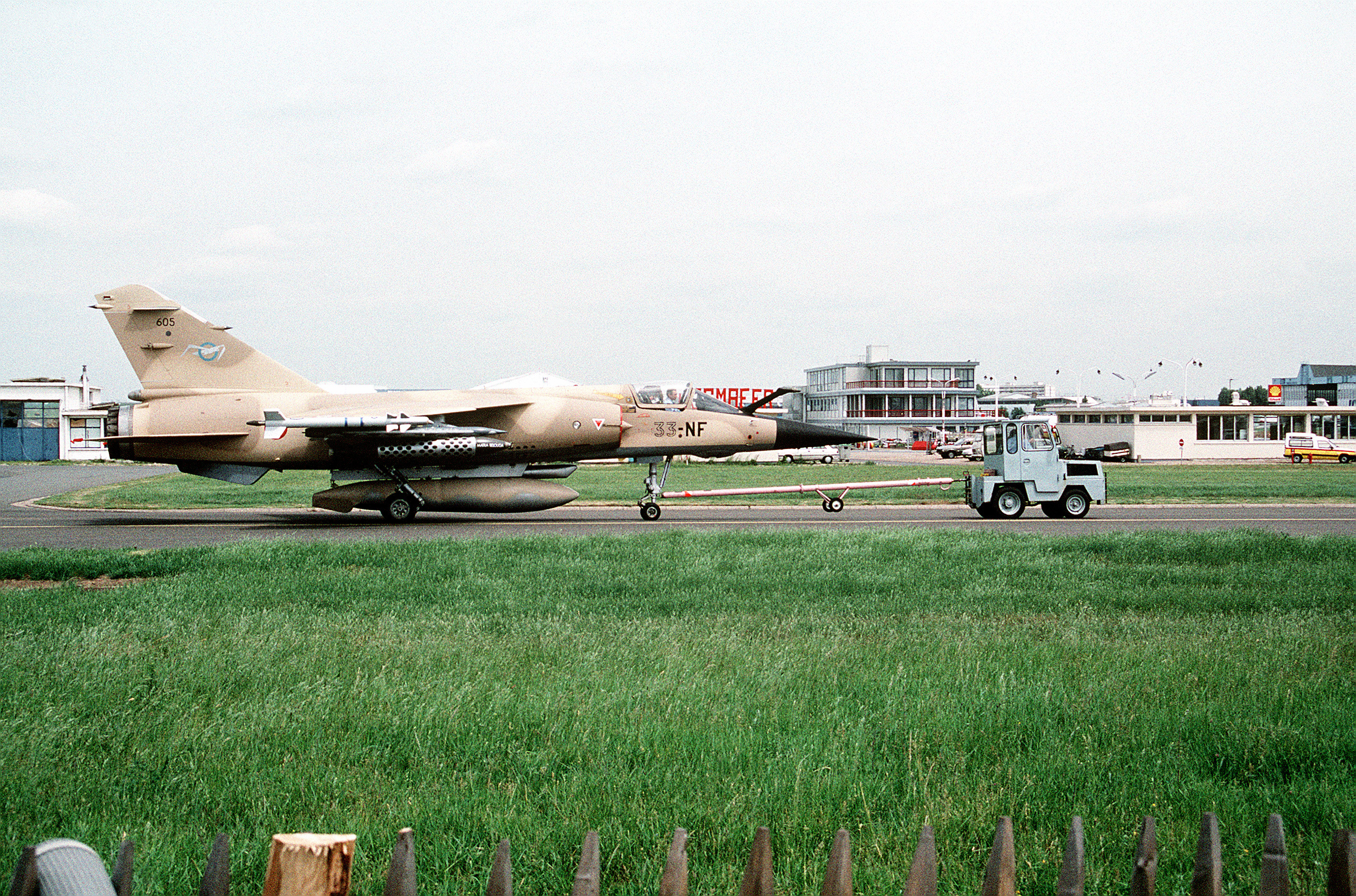
Mirage F1-CR-200 trong Triển lãm hàng không Paris 1991

30 chiếc Mirage F1CH đã được Không quân Hoàng gia Maroc (RMAF) đặt hàng Dassault vào năm 1975, đợt giao hàng đầu tiên được diễn ra vào năm 1978. Những chiếc Mirage F1CH đã nhanh chóng được sử dụng trong các hoạt động quân sự vào năm 1979 nhằm chống lại lực lượng Mặt trận Polisario hoạt động tại Tây Sahara. Trong khi tấn công đội hình chiến đấu của lực lượng Polisario, những chiếc Mirage F1 đã phải đối đầu với hệ thống hỏa lực súng máy phòng không và tên lửa SA-7, những loại vũ khí này đã bắn hạ chiếc Mirage F1 đầu tiên vào tháng 11-1979. Từ năm 1981, những người chống đối cũng đã sử dụng tên lửa SA-6 và SA-9 do Libya cung cấp, và sau đó 2 chiếc Mirage F1CH cũng đã bị bắn hạ vào tháng 10-1981, RMAF đã phải thiết lập một chương trình cấp tốc, lắp đặt những mảnh kim loạt gây nhiễu/pháo sáng trên các máy bay của họ. Mặc dù vậy, vũ khí phòng không của lực lượng Polisario cũng đã gây những tổn thất cho các phi đội Mirage của Maroc, ít nhất 7 chiếc đã bị bắn hạ và 6 chiếc khác mất trong những tai nạn trong khoảng thời gian 1979-1988, khi một hiệp định ngừng bắn được ký kết.

### Ecuador
Không quân Ecuador (tiếng Tây Ban Nha: Fuerza Aérea Ecuatoriana, viết tắt FAE) sử dụng các phi đội Mirage F1JA (Escuadrón de Caza 2112) trong chiến đấu vào tháng 1-tháng 2 năm 1981 trong thời gian diễn ra Chiến tranh Paquisha giữa Ecuador và Peru, cuộc chiến này diễn ra sau khoảng 2 năm những chiếc Mirage F1JA được chuyển giao cho FAE. Vào thời gian đó, Ecuador đã quyết định đáp trả những khiêu khích trực tiếp của Không quân Peru (tiếng Tây Ban Nha: Fuerza Aérea del Perú, viết tắt FAP), những chiếc Mirage 5P và Sukhoi Su-22M của Peru đã yểm trợ các hoạt động vận chuyển bằng trực thăng trong khu vực giao tranh. Thay vào đó, những chiếc Mirage F1JA đã giữ khoảng cách, được dùng để tuần tra chiến đấu (CAP) ở vùng ranh giới giao tranh, nếu những va chạm trên biên giới nổ ra sẽ dẫn đến những hoạt động thù địch mở rộng.
Vào năm 1995, trong Chiến tranh Cenepa, những chiếc Mirage của Ecuador đã tham gia vào các hoạt động chống lại Peru. Thời gian nay, trong khi phần lớn của phi đội được giữ tại Căn cứ không quân Taura, một số lượng nhỏ Mirage F1 và Kfir C.2 đã được triển khai tới một căn cứ phía trước để ngăn cản các máy bay tấn công của Peru đi vào khu vực giao tranh. Ngày 10 tháng 2-1995, 2 chiếc Mirage F1JA do phi công là thiếu tá R. Banderas và đại úy C. Uzcátegui trang bị với tên lửa không đối không Matra R550 Magic, đã định hướng được 5 mục tiêu bay qua biên giới từ Peru theo hướng thung lũng Cenepa. Sau khi tiếp xúc trực quan, những chiếc Mirage đã khai hỏa những tên lửa của mình, bắn hạ hai chiếc Su-22M của Peru, trong khi một chiếc Kfir đã phá hủy một chiếc A-37B Dragonfly tiếp theo.

### Pháp
Mirage F1 thuộc Không quân Pháp được triển khai hoạt động lần đầu tiên vào năm 1984 trong Chiến dịch Manta, một sự can thiệp của Pháp tại Chad, nhằm ngăn chặn sự xâm lấn của Libya. 4 chiếc Mirage F1C-200 đã hỗ trợ cho một lực lượng gồm 4 chiếc Jaguar, và tham gia vào những cuộc giao tranh nhỏ chống lại những người chống đối thuộc GUNT thân Libya.
Vào năm 1986, Mirage F1 của Pháp đã trở lại Chad, như một phần của Chiến dịch Epervier, với 4 chiếc F1C-200 hỗ trợ chiến đấu cho một nhóm gồm 8 chiếc Jaguar trong cuộc oanh tạc tấn công căn cứ của Libya tại Ouadi Doum vào ngày 16 tháng 2. 2 chiếc F1CR cũng đã thực hiện nhiệm vụ bay trinh sát trước và sau cuộc tấn công.
Vào tháng 10 năm 2007, 3 chiếc Mirage 2000 và 3 chiếc Mirage F1 đã được triển khai tại Căn cứ Không quân Kandahar, nơi chúng thực hiện nhiệm vụ hỗ trợ tầm gần từ trên không và trinh sát chiến thuật trong hỗ trợ các lực lượng quốc tế tại miền Nam Afghanistan.

### Iraq
Trong thời gian diễn ra Chiến tranh Iran-Iraq, những chiếc Mirage F1EQ của Iraq đã được sử dụng phần lớn cho nhiệm vụ đánh chặn, tấn công mặt đất và chống tàu.
Thời gian cuối của chiến tranh Iran-Iraq, một cuộc chiến tranh nhỏ giữa những đơn vị sử dụng Mirage F1 EQ-5/6 của Iraq và F-14 của Iran từ tháng 2 đến tháng 7 năm 1988. Phi công F1 đã săn lùng và tấn công những chiếc Tomcat của Iran bất cứ thời điểm nào thích hợp. F1EQ-6 được trang bị hệ thống EMC, làm giảm hiệu lực của hệ thống điều khiển hỏa lực/radar AWG-9 của F-14. Một lần vào ngày 19 tháng 7 năm 1988, 4 chiếc Mirage đã tấn công 2 chiếc F-14 và bắn hạ cả hai, và không mất một chiếc Mirage nào.
Ngày 17 tháng 5-1987, một phi công của Không quân Iraq điều khiển một chiếc F1EQ đã bắn hai tên lửa chống tàu Exocet vào tàu khu trục nhỏ trang bị đạn điều khiển USS Stark (FFG-31) của Mỹ tại Vinh Persian.
Vào những phút mở đầu cuộc Chiến tranh vùng Vịnh ngày 17 tháng 1-1991, một chiếc EF-111 của Không quân Mỹ không vũ trang do đại úy James A. Denton và đại úy Brent D. Brandon đã hạ một chiếc Dassault Mirage F1EQ của Iraq, trong khi chiếc F1EQ đang hoạt động trên mặt đất, đã khiến chiếc F-111 này trở thành chiếc đầu tiên và duy nhất giành chiến thắng trên không đối với một máy bay khác.
Lực lượng liên minh đã bắn hạ vài chiếc Mirage của Iraq trong chiến tranh vùng vịnh năm 1991. 2 chiếc F1EQ chuẩn bị thực hiện một cuộc tấn công lực lượng hải quân Mỹ bằng tên lửa Exocet đã bị bắn hạ bởi một chiếc F-15C của Không quân Hoàng gia Saudi.

## Các quốc gia sử dụng

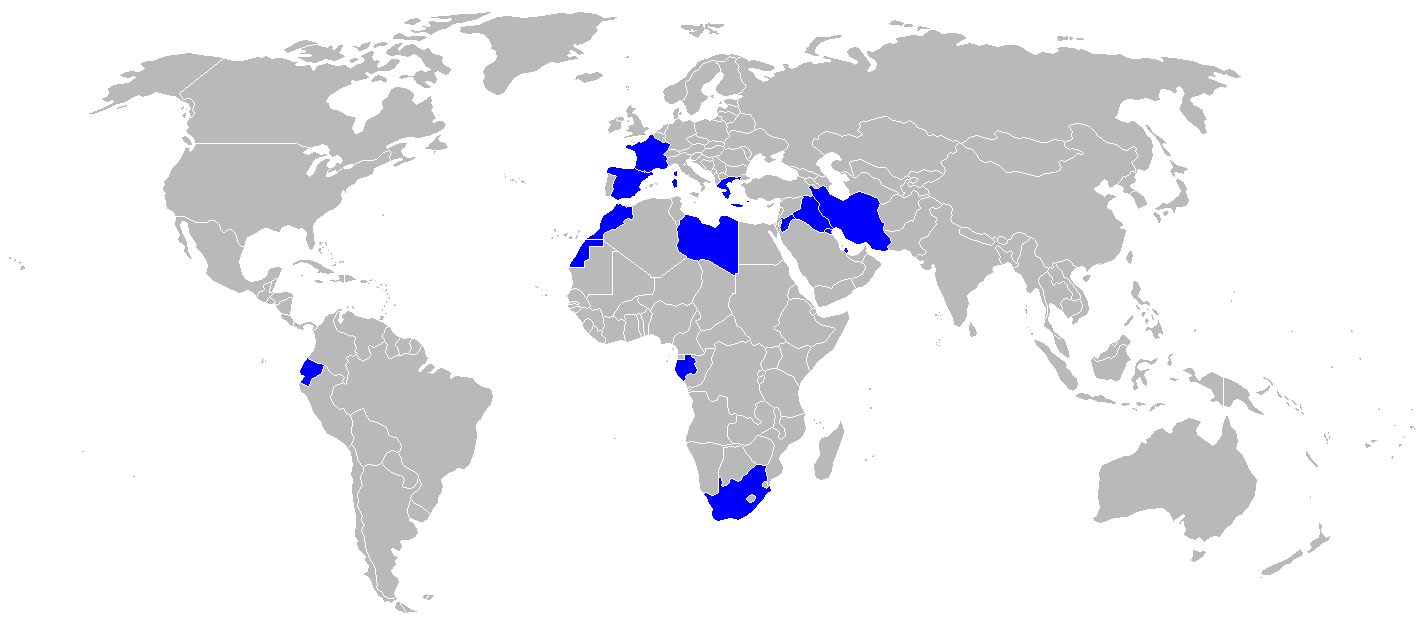
Các quốc gia sử dụng F1

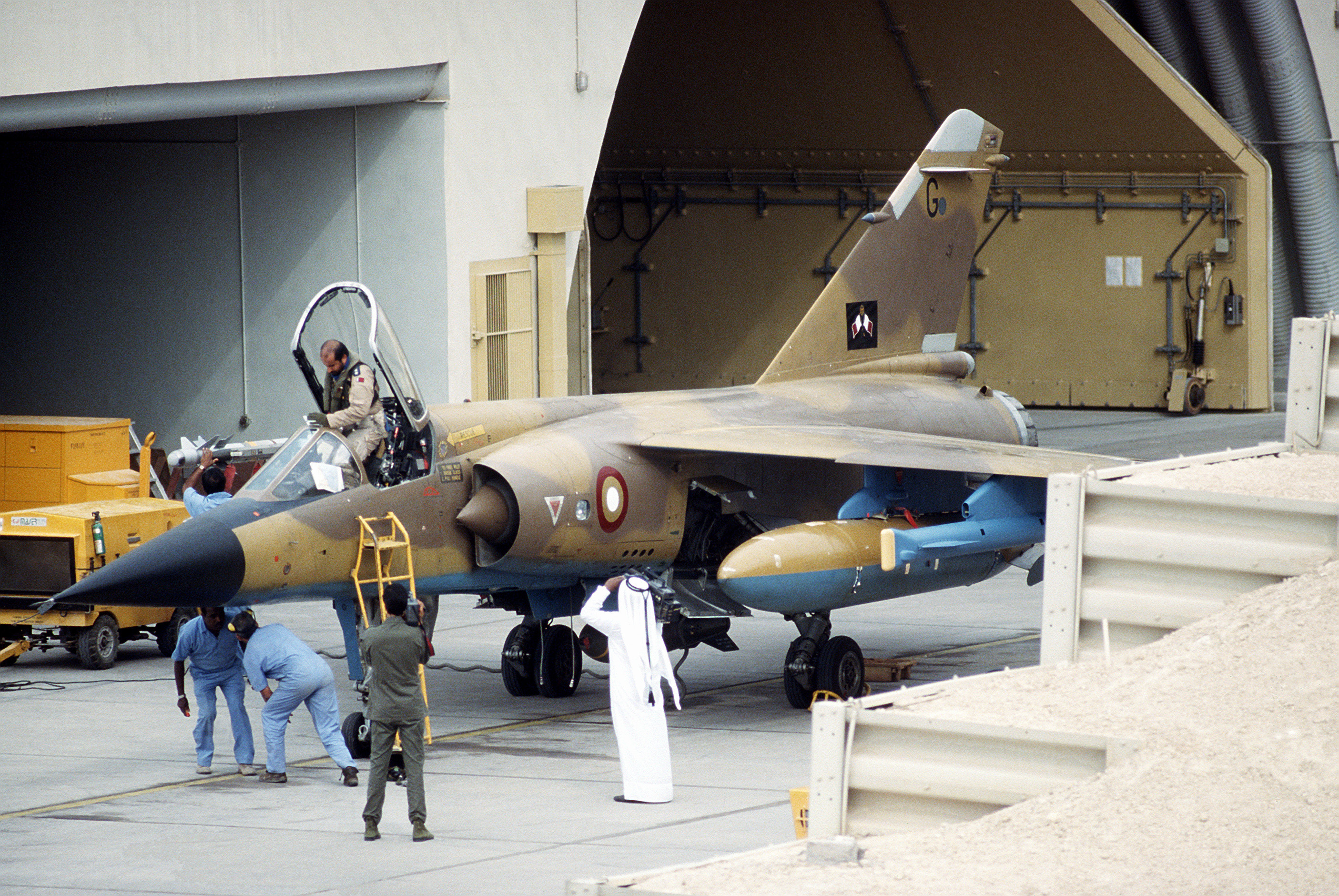
Mirage F1EDA của Qatar

### Các quốc gia hiện nay
EcuadorKhông quân Ecuador sử dụng 16 F1JA & 3 F1JE.
 PhápKhông quân Pháp sử dụng 250 chiếc. Hiện nay chỉ còn duy nhất 3 phi đội sử dụng.
 GabonKhông quân Gabon sử dụng 3 F1AZ (1 chiếc có thể là F1CZ).
 IranKhông quân Cộng hòa Hồi giáo Iran sử dụng khoảng 24 F1EQ và F1BQ, những chiếc máy bay này do các phi công Iraq bay sang khi Chiến tranh vùng Vịnh 1991 nổ ra.
 JordanKhông quân Hoàng gia Jordan sử dụng 17 F1CJ, 17 F1EJ, 2 F1BJ & 2 F1DJ.
 LibyaKhông quân Libya sử dụng 16 F1AD, 16 F1ED & 6 F1DD. Tất cả hiện nay đang được bảo quan nhưng một số (29 chiếc) có thể sẽ được sử dụng trở lại.
 MarocKhông quân Hoàng gia Maroc sử dụng 30 F1CH & 20 F1EH.
 Tây Ban NhaKhông quân Tây Ban Nha sử dụng 42 F1CE, 24 F1EE & 6 F1BE. F1 của Tây Ban Nha hiện nay được sử dụng cho nhiệm vụ Kiểm soát Không phận biển Baltic.

### Các quốc gia không còn sử dụng
Hy LạpKhông quân Hy Lạp sử dụng 40 F1CG.
 IraqKhông quân Iraq sử dụng 93 F1EQ & 15 F1BQ.
 KuwaitKhông quân Kuwait sử dụng 27 F1CK & 6 F1BK.
 QatarKhông quân Qatar sử dụng 13 F1EDA & 2 F1DDA.
 South AfricaKhông quân Nam Phi sử dụng 32 F1AZ & 16 F1CZ.

## Thông số kỹ thuật (Mirage F1)

### Đặc điểm riêng
- Phi đoàn: 1
- Chiều dài: 15.33 m (50 ft 3 in)
- Sải cánh: 8.44 m (27 ft 8 in)
- Chiều cao: 4.49 m (14 ft 8 in)
- Diện tích cánh: 25 m² (270 ft²)
- Trọng lượng rỗng: 7.400 kg (16.000 lb)
- Trọng lượng cất cánh: 11.130 kg (24.540 lb)
- Trọng lượng cất cánh tối đa: 16.200 kg (35.700 lb)
- Động cơ: 1× động cơ phản lực SNECMA Atar 9K-50 đốt nhiên liệu lần hai

### Hiệu suất bay
- Vận tốc cực đại: Mach 2.3 (2.573 km/h, 1.600 mph) trên 11.000 m (36.000 ft)
- Bán kính chiến đấu: 425 km (229 nm, 265 mi)
- Tầm bay: 2.150 km (1.160 nm, 1.335 mi)
- Trần bay: 20.000 m (66.000 ft)
- Vận tốc lên cao: 215 m/s (42.300 ft/min)
- Lực nâng của cánh: 450 kg/m² (91 lb/ft²)
- Lực đẩy/trọng lượng: 0.64

### Vũ khí
- 2× pháo 30 mm (1.18 in) DEFA 553 gắn trong
- 6.300 kg (14.000 lb) vũ khí trên 5 giá treo bên ngoài
- 2 giá treo ở đầu cánh

## Nội dung liên quan

### Máy byay có cùng sự phát triển
- Dassault Mirage III

### Máy bay có tính năng tương đương
- Sukhoi Su-17
- F-4 Phantom II

### Trình tự thiết kế
- III - 5 - 50 - F1 - G - 2000/2000N/D - 4000